# Komatsu Hayata
Komatsu Hayata (小松 駿太 Komatsu Hayata, sinh ngày 7 tháng 11 năm 1997) là một cầu thủ bóng đá người Nhật Bản. Anh thi đấu cho FC Ryukyu.

## Sự nghiệp
Komatsu Hayata gia nhập câu lạc bộ J3 League YSCC Yokohama năm 2017.